# Atenolfo III di Benevento
Atenolfo III di Benevento, noto anche come Atenolfo di Capua o Atenolfo di Carinola (... – 943 circa), è stato un nobile longobardo, principe co-reggente di Benevento e di Capua dal 936 al 943.

## Biografia
Atenolfo era il figlio del principe Landolfo I di Benevento. Fu associato come reggente di Capua e di Benevento dal padre il 12 gennaio 936. Dopo la morte di Landolfo I il 4 ottobre 943 gli è succeduto brevemente sul trono ma scompare dalle fonti o perché ucciso o comunque tolto da posti di potere dal fratello Landolfo II di Benevento che era stato associato al trono nel gennaio 943 da loro padre. Atenolfo aveva sposato nel 925 Rotilde, figlia di Guaimario II di Salerno, da cui ebbe due figli secondo il Chronicon Salernitanum.

## Ascendenza
|                           |                        |                    | Genitori |  |  | Nonni |  |  | Bisnonni            |  |  | Trisnonni           |  |
|                           |                        |                    |          |  |  |       |  |  | Landenolfo di Teano |  |  | Landolfo I di Capua |  |
|                           |                        |                    |          |  |  |       |  |  | Landenolfo di Teano |  |  | Landolfo I di Capua |  |
|                           |                        | …                  |          |  |  |       |  |  | Landenolfo di Teano |  |  |                     |  |
| Atenolfo I di Capua       |                        |                    |          |  |  |       |  |  | Landenolfo di Teano |  |  |                     |  |
|                           |                        | …                  | …        |  |  |       |  |  |                     |  |  |                     |  |
|                           |                        | …                  | …        |  |  |       |  |  |                     |  |  |                     |  |
|                           |                        | …                  | …        |  |  |       |  |  |                     |  |  |                     |  |
| Landolfo I di Benevento   |                        | …                  |          |  |  |       |  |  |                     |  |  |                     |  |
|                           |                        | …                  | …        |  |  |       |  |  |                     |  |  |                     |  |
|                           |                        | …                  | …        |  |  |       |  |  |                     |  |  |                     |  |
|                           |                        | …                  | …        |  |  |       |  |  |                     |  |  |                     |  |
| Sichelgaita di Gaeta      |                        | …                  |          |  |  |       |  |  |                     |  |  |                     |  |
|                           |                        | …                  | …        |  |  |       |  |  |                     |  |  |                     |  |
|                           |                        | …                  | …        |  |  |       |  |  |                     |  |  |                     |  |
|                           |                        | …                  | …        |  |  |       |  |  |                     |  |  |                     |  |
| Atenolfo III di Benevento |                        | …                  |          |  |  |       |  |  |                     |  |  |                     |  |
|                           | Gregorio III di Napoli | Sergio I di Napoli |          |  |  |       |  |  |                     |  |  |                     |  |
|                           | Gregorio III di Napoli | Sergio I di Napoli |          |  |  |       |  |  |                     |  |  |                     |  |
|                           | Gregorio III di Napoli | Drosu              |          |  |  |       |  |  |                     |  |  |                     |  |
| Atanasio II di Napoli     | Gregorio III di Napoli |                    |          |  |  |       |  |  |                     |  |  |                     |  |
|                           |                        | …                  | …        |  |  |       |  |  |                     |  |  |                     |  |
|                           |                        | …                  | …        |  |  |       |  |  |                     |  |  |                     |  |
|                           |                        | …                  | …        |  |  |       |  |  |                     |  |  |                     |  |
| Gemma di Napoli           |                        | …                  |          |  |  |       |  |  |                     |  |  |                     |  |
|                           |                        | …                  | …        |  |  |       |  |  |                     |  |  |                     |  |
|                           |                        | …                  | …        |  |  |       |  |  |                     |  |  |                     |  |
|                           |                        | …                  | …        |  |  |       |  |  |                     |  |  |                     |  |
| …                         |                        | …                  |          |  |  |       |  |  |                     |  |  |                     |  |
|                           |                        | …                  | …        |  |  |       |  |  |                     |  |  |                     |  |
|                           |                        | …                  | …        |  |  |       |  |  |                     |  |  |                     |  |
|                           |                        | …                  | …        |  |  |       |  |  |                     |  |  |                     |  |
|                           |                        | …                  |          |  |  |       |  |  |                     |  |  |                     |  |